# Municipio de Holmesville
El municipio de Holmesville (en inglés: Holmesville Township) es un municipio ubicado en el condado de Becker en el estado estadounidense de Minnesota. En el año 2010 tenía una población de 505 habitantes y una densidad poblacional de 5,4 personas por km².

## Geografía
El municipio de Holmesville se encuentra ubicado en las coordenadas 46°56′16″N 95°44′30″O / 46.93778, -95.74167. Según la Oficina del Censo de los Estados Unidos, el municipio tiene una superficie total de 93.45 km², de la cual 73,07 km² corresponden a tierra firme y (21,81 %) 20,38 km² es agua.

## Demografía
Según el censo de 2010, había 505 personas residiendo en el municipio de Holmesville. La densidad de población era de 5,4 hab./km². De los 505 habitantes, el municipio de Holmesville estaba compuesto por el 93,47 % blancos, el 2,38 % eran amerindios, el 0,4 % eran asiáticos, el 0,2 % eran de otras razas y el 3,56 % eran de una mezcla de razas. Del total de la población el 1,39 % eran hispanos o latinos de cualquier raza.